# فیلپس‌ویل (کالیفرنیا)
فیلپس‌ویل (به انگلیسی: Phillipsville) یک منطقهٔ مسکونی در ایالات متحده آمریکا است که در شهرستان هامبولت، کالیفرنیا واقع شده‌است. فیلپس‌ویل ۱٫۹۲۵ کیلومتر مربع مساحت و ۱۴۰ نفر جمعیت دارد و ۸۸ متر بالاتر از سطح دریا واقع شده‌است.